# Hàn Mạnh Thắng
Hàn Mạnh Thắng là một sĩ quan cấp cao trong Quân đội nhân dân Việt Nam, hàm Thiếu tướng, hiện đang giữ chức vụ Phó Chánh Văn phòng Quân ủy Trung ương - Văn phòng Bộ Quốc phòng kiêm Vụ trưởng Vụ Pháp chế Bộ Quốc phòng.

## Thân thế binh nghiệp
Năm 2013, ông được bổ nhiệm giữ chức Phó Chánh Văn phòng Quân ủy Trung ương - Văn phòng Bộ Quốc phòng
Thiếu tướng (4.2018)